# غزوة الهند

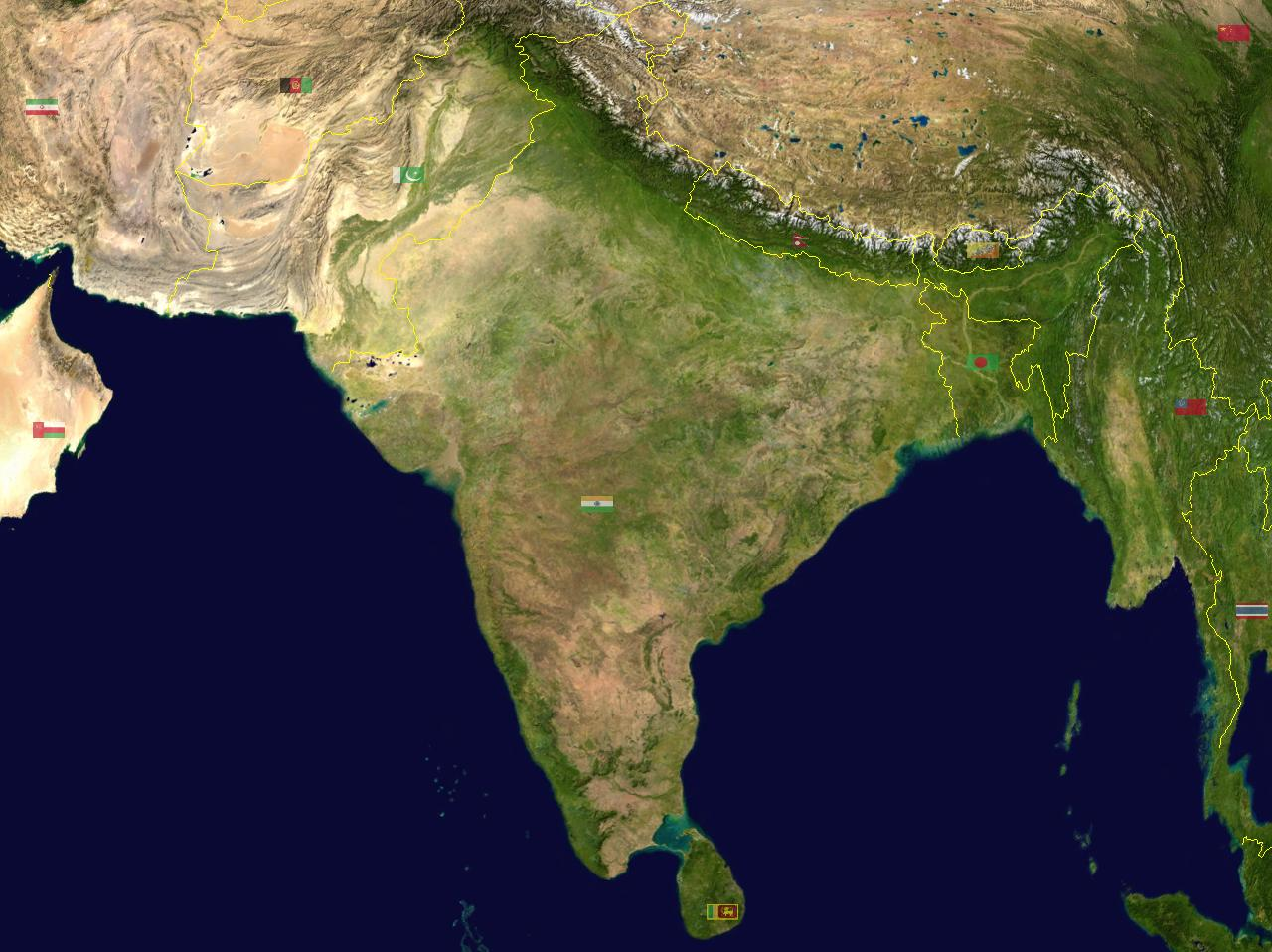

غزوة الهند هي نبوءة مذكورة في بعض أقوال رسول الله التي تنبأت بمعركة في الهند بين المؤمنين والكفار، مما يؤدي إلى انتصار المؤمنين. في مجموعات الحديث، ورد أن النبي قال:
«عِصَابَتَانِ مِنْ أُمَّتِي أَحْرَزَهُمَا اللَّهُ مِنَ النَّارِ عِصَابَةٌ تَغْزُو الْهِنْدَ وَعِصَابَةٌ تَكُونُ مَعَ عِيسَى ابْنِ مَرْيَمَ عَلَيْهِمَا السَّلاَمُ».
- سنن النسائي، كتاب الجهاد، 3175 
«غَزْوَةَ الْهِنْدِ فَإِنْ أَدْرَكْتُهَا أُنْفِقْ فِيهَا نَفْسِي وَمَالِي وَإِنْ قُتِلْتُ كُنْتُ أَفْضَلَ الشُّهَدَاءِ وَإِنْ رَجَعْتُ فَأَنَا أَبُو هُرَيْرَةَ الْمُحَرَّرُ (تحررت من النار)».
- سنن النسائي، كتاب الجهاد، 3173 و3174 
يعتقد بعض العلماء أن النبوءة قد تحققت بالفعل عندما غزا المسلمون الهند في عهد معاوية بن أبي سفيان، وتبعهم محمود بن سُبُكْتِكِيْن بينما يعتقد آخرون أن غزو الهند لم يحدث بعد، لكنه سيحدث عند نزول عيسى حسب الحديث النبوي.